# Canal Isabelle
Le Canal Isabelle, en néerlandais Isabellakanaal, est un canal de la Zélande, situé dans le centre de la Flandre zélandaise. et qui part de l'extrémité ouest du Canal Léopold, qu'il relie vers le nord par le Braakman à l'Escaut occidental.
La fonction principale de ce canal, creusé en 1920, est l'évacuation des eaux des polders du nord de la Flandre-Orientale. 
Mis à part le hameau d'Isabellahaven (Port Isabelle) sur le territoire de Philippine, aucune localité n'est située sur le Canal Isabelle.